# Vladimir Grebenar
Vladimir Grebenar (Vinkovci, 2. siječnja 1980.) hrvatski je ekonomist, poduzetnik i teolog.
Rodio se u Vinkovcima 2. siječnja 1980. godine. Njegova obitelj porijeklom je iz Livna. Svoje djetinjstvo proveo je u Gradištu kraj Županje. Kao šesnaestogodišnjak započeo je profesionalnu košarkašku karijeru. Igrao je za KK Vinkovci na poziciji beka šutera.
Uz bavljenje sportom, Grebenar je završio studij na Ekonomskom fakultetu u Osijeku. Nakon završetka aktivne sportske karijere u 24. godini, nastavio je svoje akademsko obrazovanje. Doktorirao je poduzetništvo i inovativnost pri Međunarodnom centru za poduzetničke studije (ICES) na Ekonomskom fakultetu u Osijeku. Objavio je više od 20 znanstvenih radova i trenutno djeluje kao vanjski predavač na EBUS Zagreb (European Business School).
Radi kao konzultant za poduzetništvo i menadžment te obnaša funkciju izvršnog direktora u tvrtki Vinkoprom d.o.o. iz Vinkovaca. Posebno se istaknuo razvojem holističke metode upravljanja troškovima i modela za precizno izračunavanje poslovne učinkovitosti. Član je Hrvatskog društva investicijskih projektanata.
Oženjen je Manuelom Grebenar, diplomiranom financijskom menadžericom, s kojom ima sedmero djece. Nakon života u Vinkovcima, obitelj se nastanila u Međugorju. Nedavno je objavio knjigu „Isus lider – poslovni uspjeh povjerenjem u Isusa Krista” u izdanju Informativnog centra Mir Međugorje.
Od početka siječnja 2024. kao prvostupnik teologije svakodnevno vodi vjerski kanal pod nazivom „Oraetlabora Međugorje”.